# شنگلده
شنگلده، روستایی است از توابع بخش لاریجان شهرستان آمل در استان مازندران ایران. 

## جمعیت
این روستا در دهستان بالا لاریجان قرار داشته و براساس آخرین سرشماری مرکز آمار ایران که در سال ۱۳۸۵ صورت گرفته، جمعیت آن ۲۱۴ نفر (۶۱خانوار) بوده‌است.